# 萊扎伊斯克縣

50°16′N 22°26′E / 50.267°N 22.433°E
萊扎伊斯克縣（波蘭語：Powiat leżajski），是波蘭的縣份，位於該國南部，由喀爾巴阡山省負責管轄，首府設於萊扎伊斯克，面積583平方公里，2006年人口69,235，人口密度每平方公里120人。